# Сильвер, Скотт
Скотт Сильвер (англ. Scott Silver; род. 30 ноября 1964, Вустер, Массачусетс, США) — американский кинорежиссёр и сценарист.
Сильвер наиболее известен по фильмам «Джоны», «Отряд „Стиляги“», «8 миля», «Боец», за который он был номинирован на премию Оскар за лучший оригинальный сценарий и «Джокер», за который он был номинирован на премию Оскар за лучший адаптированный сценарий вместе с Тоддом Филлипсом. Он еврейского происхождения.
В 1986 году он окончил Колледж коммуникаций Бостонского университета.

## Фильмография
| Год  | Фильм                      | Роль                      | Примечания                                                             |
| ---- | -------------------------- | ------------------------- | ---------------------------------------------------------------------- |
| 1996 | Джоны                      | Режиссёр, автор сценария  |                                                                        |
| 1997 | Дом, где говорят Да        | Соисполнительный продюсер |                                                                        |
| 1999 | Отряд «Стиляги»            | Режиссёр, автор сценария  | В соавторстве со Стивеном Кей и Кейт Ланье                             |
| 2000 | Реквием по мечте           | Специальная благодарность |                                                                        |
| 2002 | 8 миля                     | Сценарист                 |                                                                        |
| 2007 | Так она нашла меня         | Специальная благодарность |                                                                        |
| 2009 | Люди Икс: Начало. Росомаха | Переписывание сценария    | В соавторстве с Джеймсом Вандербильтом                                 |
| 2010 | Боец                       | Сценарист                 | Соавтор сценария с Полом Тамаси, Эриком Джонсоном и Китом Доррингтоном |
| 2016 | И грянул шторм             | Сценарист                 | В соавторстве с Полом Тамасси и Эриком Джонсоном                       |
| 2016 | Пазманский дьявол          | Специальная благодарность |                                                                        |
| 2017 | Сильнее                    | Режиссёр                  |                                                                        |
| 2018 | Профессионал               | Специальная благодарность |                                                                        |
| 2019 | Джокер                     | Сценарист                 | В соавторстве с Тоддом Филлипсом                                       |
| 2024 | Джокер: Безумие на двоих   | Сценарист                 | В соавторстве с Тоддом Филлипсом                                       |

## Награды и номинации
| Год  | Ассоциация                       | Категория                                        | Работа | Результат |
| ---- | -------------------------------- | ------------------------------------------------ | ------ | --------- |
| 2011 | Оскар                            | Лучший оригинальный сценарий                     | Боец   | Номинация |
| 2020 | Премия «Выбор критиков»          | Лучший адаптированный сценарий                   | Джокер | Номинация |
| 2020 | BAFTA (премия, 2020)             | Лучший адаптированный сценарий                   | Джокер | Номинация |
| 2020 | Премия Гильдии писателей Америки | Лучший адаптированный сценарий                   | Джокер | Номинация |
| 2020 | Оскар                            | Премия «Оскар» за лучший адаптированный сценарий | Джокер | Номинация |